# هانس زیمنس مایر
هانس زیمنس مایر (انگلیسی: Hans Siemensmeyer؛ زادهٔ ۲۳ سپتامبر ۱۹۴۰) بازیکن فوتبال اهل آلمان است.
از باشگاه‌هایی که در آن بازی کرده‌است می‌توان به باشگاه فوتبال هانوفر ۹۶ اشاره کرد.
وی همچنین در تیم ملی فوتبال آلمان بازی کرده‌است.